# Best Friend (canción)
«Best Friend» (en español: Mejor amiga) es una canción de la rapera estadounidense Saweetie, con la también rapera y cantante estadounidense Doja Cat. Publicado el 7 de enero de 2021 bajo el sello discográfico de Warner Records, la canción planea ser incluida como el tercer sencillo del próximo álbum de estudio debut de Saweetie, Pretty B*tch Music. «Best Friend» fue escrita por las dos artistas junto con Asia Smith, Kaine, Theron Thomas y sus productores, Dr. Luke y 'Rocco Did It Again!'.

## Antecedentes y lanzamiento
El 4 de diciembre de 2020, «Best Friend» se lanzó prematuramente en las plataformas de transmisión.Más tarde, Saweetie recurrió a las redes sociales para expresar su decepción con su sello discográfico, Warner Records, con respecto al manejo del lanzamiento. Y luego de esta controversia, más tarde al día siguiente, el sencillo se eliminó de los servicios de transmisión.El 7 de enero de 2021, «Best Friend» fue lanzado oficialmente para las plataformas de transmisión y descarga. La pista se envió tanto a la radio de éxito contemporáneo como a la radio contemporánea rítmica de los Estados Unidos el 12 de enero de 2021.

## Composición y recepción
«Best Friend» fue descrita como "bailable", "lista para el club", y una "pista divertida y dinámica que celebra la amistad". Líricamente, las raperas resaltan y "promocionan" la belleza, el éxito, la independencia, la riqueza y la lealtad de los demás.Pitchfork elogió la canción como una de "Las 100 mejores canciones de 2021" en el rango 54.

## Video musical
Filmado en noviembre de 2020, el video musical dirigido por Dave Meyers se lanzó junto con la canción el 7 de enero de 2021. El video consiste en Saweetie y Doja Cat en varios escenarios, que incluyen las dos conduciendo y posando frente a un Tesla deslumbrado, además de saltar desde un acantilado al océano desnudas (pero con censura). El video también presenta una aparición del comediante canadiense King Bach.

## Remezclas
Saweetie lanzó varias remezclas de «Best Friend» con Doja Cat, los cuales presentan voces de varios artistas entre sí.
La primera remezcla oficial de la canción (la única lanzado como sencillo) presenta la voz de la rapera y cantante británica Stefflon Don, mientras que la segunda presenta a la rapera china VaVa. También se lanzaron una tercera con el rapero neozelandés JessB y la cantante australiana Okenyo. Una cuarta con la cantante surcoreana Jamie y la rapera surcoreana/japonesa Chanmina, y la quinta con la rapera alemana Katja Krasavice. Este último debutó en el número uno en Alemania, convirtiéndose en el primer sencillo número uno allí tanto para Saweetie como para Doja Cat.

### Lista de canciones
- Best Friend (feat. Doja Cat) [Remix - EP][16]
- Best Friend (feat. Doja Cat & Stefflon Don) [Remix]
- Best Friend (feat. Doja Cat)
- Best Friend (feat. Doja Cat & VaVa) [Remix]
- Best Friend (feat. Doja Cat, JessB & OKENYO) [Remix]

- Best Friend (feat. Doja Cat) [Remix EP] [Extended Edition][17]

1. Best Friend (feat. Doja Cat & Stefflon Don) [Remix]
2. Best Friend (feat. Doja Cat)
3. Best Friend (feat. Doja Cat & VaVa) [Remix]
4. Best Friend (feat. Doja Cat, JessB & OKENYO) [Remix]
5. Best Friend (feat. Doja Cat & Katja Krasavice) [Remix]
6. Best Friend (feat. Doja Cat, Jamie & CHANMINA) [Remix]
7. Best Friend (feat. Doja Cat) (Party Pupils Remix)
8. Best Friend (feat. Doja Cat) (Kito Remix)

## Posicionamiento en listas

### Gráficos semanales
| Lista (2021)                                                  | Posición máxima |
| ------------------------------------------------------------- | --------------- |
| Australia (ARIA)                                              | 35              |
| Austria (Ö3 Austria Top 40) (Katja Krasavice remix)           | 51              |
| Canadá (Canadian Hot 100)                                     | 40              |
| France (SNEP)                                                 | 12              |
| Global 200 (Billboard)                                        | 31              |
| Alemania (Offizielle Deutsche Charts) (Katja Krasavice remix) | 1               |
| Greece (IFPI)                                                 | 34              |
| Irlanda (IRMA)                                                | 36              |
| Lithuania (AGATA)                                             | 54              |
| New Zealand (Recorded Music NZ)                               | 39              |
| Portugal (AFP)                                                | 117             |
| Romania (Airplay 100)                                         | 67              |
| Slovakia (Singles Digitál Top 100)                            | 64              |
| Suiza (Schweizer Hitparade) (Katja Krasavice remix)           | 96              |
| Reino Unido (UK Singles Chart)                                | 35              |
| Reino Unido (UK R&B Chart)                                    | 16              |
| Estados Unidos (Billboard Hot 100)                            | 14              |
| Estados Unidos (Dance/Mix Show Airplay)                       | 21              |
| Estados Unidos (Hot R&B/Hip-Hop Songs)                        | 6               |
| Estados Unidos (Mainstream Top 40)                            | 9               |
| Estados Unidos (Rhythmic)                                     | 1               |

### Gráficos de fin de año
| Lista (2021)                         | Posición |
| ------------------------------------ | -------- |
| Australia (ARIA)                     | 86       |
| Canadá (Canadian Hot 100)            | 84       |
| Global 200 (Billboard)               | 86       |
| US Billboard Hot 100                 | 29       |
| US Hot R&B/Hip-Hop Songs (Billboard) | 12       |
| US Mainstream Top 40 (Billboard)     | 26       |
| US Rhythmic (Billboard)              | 10       |